# И никого не стало (пьеса)
«И никого не стало» (англ. And Then There Were None) — пьеса в трёх актах Агаты Кристи, вышедшая в 1943 году. За основу был взят роман писательницы «Десять негритят», поэтому пьеса также изначально была известна под этим названием.

## История написания
Агата Кристи была очень довольна своим романом «Десять негритят» — позже она утверждала в «Автобиографии»: «Я написала эту книгу после долгих планов и раздумий, и мне понравилось то, что получилось в итоге». Критики также очень высоко оценили роман, и вскоре драматург Реджинальд Симпсон попросил у писательницы разрешения написать пьесу по «Десяти негритятам». Кристи отказала, захотев сделать это сама. Она решила, что изменит концовку, сделав двух персонажей невиновными и завершив пьесу их спасением. Причём это не было бы нарушением сюжета детской считалки, на которой был основан роман, так как у неё тоже был альтернативный конец: "Он пошёл жениться - и никого не стало!"
Когда пьеса была готова, долго никто не хотел её ставить, пока, наконец, на это не согласился Берти Мэйер, ранее поставивший в 1928 году пьесу «Алиби» по мотивам «Убийства Роджера Экройда». Режиссёром постановки стала Ирен Хентсчел. Премьера состоялась в театре «Нью Уимблдон» 20 сентября 1943 года, после чего 17 ноября того же года перешла на Уэст-Энд в театр Сент-Джеймса. Пьеса получила хорошие отзывы и до 24 февраля 1944 года, когда в театр попала бомба, выдержала 260 представлений. Тогда 29 февраля постановка была перенесена в Кембриджский Театр и шла там до 6 мая, после чего 9 мая снова вернулась в Сент-Джеймс и окончательно закрылась 1 июня.
Кристи считала, что пьеса «И никого не стало» являлась началом её драматургической карьеры, хотя ещё раньше (в 1930 году) она написала имевшую большой успех пьесу «Чёрный кофе».

## Содержание
Действие происходит в 1943 году, в гостиной дома на Индейском острове близ девонского берега.

### Акт 1
Августовский вечер.

### Акт 2
- Картина 1. Следующее утро.
- Картина 2. День тех же суток.

### Акт 3
- Картина 1. Вечер того же дня.
- Картина 2. Утро следующего дня.

## Сюжет
Восемь незнакомых друг с другом людей приезжают на уединённый остров, где их встречает также неизвестная им супружеская пара слуг. О хозяине, пригласившем их всех, никто почти ничего не знает. Ни хозяина, ни хозяйки в доме нет. Гости и слуги пытаются понять, в чём дело, когда их начинают убивать — одного за другим, теми же способами, что и в известной детской считалке…

## Сюжетные отличия романа и пьесы
Главное отличие пьесы от романа — это существенные изменения в мотивах, действиях и поступках Веры Клейторн и Филиппа Ломбарда в трагических событиях, вину за которые возлагает на них зловещий мистер А. Н. Оним. Если в романе Вера лично разрешает своему воспитаннику плыть к расположенной в открытом море скале и лишь имитирует свою попытку спасти его, прекрасно осознавая, что не успеет спасти мальчика, то в пьесе она лишь проявляет преступную халатность, на некоторое время покинув пляж и оставив ребёнка под присмотром его дяди — своего возлюбленного. Дядя и разрешает ребёнку в одиночку поплыть к скале, так как мальчик — единственная преграда на его пути к получению аристократического титула и огромного состояния. Дядя же и на некоторое время удерживает Веру на берегу, когда она бросается спасать тонущего воспитанника.
Что касается Филиппа Ломбарда, который в пьесе, в отличие от романа, прямо говорит, что был капитаном королевских колониальных стрелков в Африке, то он, и в романе, и в пьесе заводит свою экспедицию или отряд в неведомые дали африканского буша. Но если в романе после этого он вместе с парой приятелей бросает на произвол судьбы чернокожих членов похода, прихватив с собой все припасы, то в пьесе он оставляет своим подчинённым почти всю провизию и оружие и налегке уходит напрямик в буш, пытаясь отыскать дорогу назад и привести помощь. Помощь, к сожалению, опаздывает, и хотя Ломбард выживает, его репутация оказывается подмоченной, а за его спиной начинают распространяться нехорошие слухи, которые и доходят до А. Н. Онима. Возможно, этот случай и стал причиной того, что Ломбард подаёт в отставку (в самой пьесе об этом не говорится).
Таким образом, хотя Филипп и Вера косвенно виновны в смерти тех людей, в убийстве которых их обвиняет А. Н. Оним (в разговоре с Верой Ломбард признаёт свою вину за гибель чернокожих подчинённых), их вина не является столь явной и тяжёлой, как в романе.

## Постановка в Лондоне
Режиссёр — Ирэн Хентшел
В ролях:
- Уильям Мюррей — Роджерс, дворецкий
- Реджинальд Бэрроу — Нарракотт, лодочник
- Хильда Брюс-Поттер — миссис Роджерс, кухарка
- Линден Трэверс — Вера Клейторн, учительница, приглашённая в качестве секретарши
- Теренс де Мари — Филипп Ломбард, капитан с тёмным прошлым
- Майкл Блэйк — Энтони Марстон, богатый беспечный юноша
- Перси Уолш — Уильям Блор, детектив
- Эрик Коули — генерал Маккензи[6], военный в отставке.
- Генриетта Уотсон — Эмили Брент, суровая старая дева
- Аллен Джэйес — сэр Лоренс Уоргрейв, судья
- Гвин Николлс — доктор Армстронг, с Харли-стрит

Постановка получила положительные отзывы, например, от Айвора Брауна из The Observer.

## Постановка на Бродвее
На Бродвее за два года (1944—1945) прошло 426 спектаклей «И никого не стало».
Режиссёр — Альберт де Курвиль
В ролях:
- Нийл Фицджеральд — Роджерс
- Джорджия Харви — миссис Роджерс
- Хэлливелл Хоббс — сэр Лоренс Уоргрейв
- Николас Джойс — генерал Маккензи
- Энтони Кембл Купер — Энтони Марстон
- Клавдия Морган — Вера Клейторн
- Патрик О’Коннор — Фред Нарракотт
- Джеймс Патрик О’Мэлли — Уильям Блор
- Майкл Уэйлен — Филипп Ломбард
- Эстель Уинвуд — Эмили Брент
- Гарри Уорт — доктор Армстронг

## Публикация и последующие постановки
Впервые пьесу опубликовало издательство Samuel French Ltd. в 1944 году в мягкой обложке. В твёрдом переплёте её опубликовали в 1993 году Dodd, Mead and Company в США и HarperCollins в Великобритании.
После окончания Второй мировой войны один из спасённых узников Бухенвальда рассказал Агате Кристи, что заключённые там поставили свою версию пьесы, переписав её, так как не могли точно вспомнить текст. Эта постановка придавала им сил.
В ноябре 2007 года Восточный университет Лакоты объявил о планирующейся постановке пьесы, но план был отменён после связанного с одним из названий пьесы («Десять негритят») протеста Национальной ассоциации содействия прогрессу цветного населения. Однако поставить эту пьесу в Лакоте всё же удалось, премьера прошла 29 ноября.

### Версия 2005 года
В 2005 году 14 октября в Гилгудском театре Лондона прошла премьера новой версии пьесы, написанной Кевином Элиотом, со Стивеном Пимлоттом в качестве режиссёра. В этой версии была восстановлена концовка романа Кристи: Вера и Ломбард погибают, Уоргрейв стреляется. Несмотря на положительные отзывы критиков, 14 января 2006 года показ пьесы был прекращён.